# Ion Mihai Pacepa

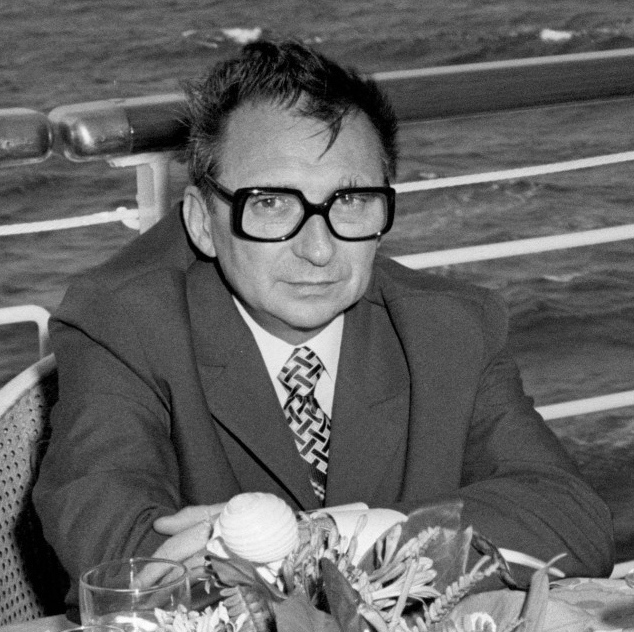
Ion Mihai Pacepa

Ion Mihai Pacepa (* 28. Oktober 1928 in Bukarest; † 14. Februar 2021 in New Jersey, USA) war ein rumänischer Geheimdienstoffizier. Bis Juli 1978 war er Generalleutnant des rumänischen Geheimdienstes Securitate und Berater von Präsident Nicolae Ceaușescu, stellvertretender Chef des Auslandsgeheimdienstes sowie Staatssekretär des rumänischen Innenministeriums. Er bat auf einer Dienstreise in der US-amerikanischen Botschaft in Bonn um Asyl. US-Präsident Jimmy Carter nahm sein Asylgesuch an. In der Folge arbeitete er mit dem US-Auslandsgeheimdienst CIA in mehreren Operationen gegen den Ostblock zusammen. Diese beschrieb die Zusammenarbeit als einen „wichtigen und einzigartigen Beitrag für die Vereinigten Staaten“.

## Biografie
Pacepa studierte Chemie, wurde aber wenige Monate vor dem Abschluss von der Securitate eingezogen und erhielt sein Ingenieursdiplom erst vier Jahre später. Zwischen 1957 und 1960 diente er als Chef der rumänischen Residentur in der Bundesrepublik Deutschland, zwischen 1972 und 1978 war er stellvertretender Chef des Auslandsgeheimdienstes.
Pacepa setzte sich im Juli 1978 im Zuge eines Aufenthaltes in der US-amerikanischen Botschaft in Bonn ab. Dorthin war er von Ceaușescu mit einer Nachricht für Bundeskanzler Helmut Schmidt geschickt worden. Geheim wurde er in einer US-Militärmaschine auf die Andrews Air Force Base bei Washington, D.C. ausgeflogen. In den Vereinigten Staaten erhielt er eine neue Identität.
Seine Flucht verursachte eine umfangreiche Säuberung nicht nur im Sicherheitsapparat des Landes, sondern in der ganzen Staatsverwaltung: zwei Wochen nach seiner Flucht wurde der Tourismusminister Nicolae Doicaru (der bis kurz davor Staatssekretär im Innenministerium gewesen war) abgesetzt. Dutzende Spitzenbeamte wurden suspendiert und einige verhaftet. Später wurden der Innenminister Teodor Coman und der Gesundheitsminister Nicolae Nicolaescu aus dem Amt entfernt. Alles wurde überstürzt gemacht: das Dekret über die Absetzungen musste im Monitorul Oficial in Abwesenheit des Regierungschefs Manea Manescu, der eine offizielle Asienreise absolvierte, veröffentlicht werden. Tage später wurde Ion Datou, rumänischer Botschafter bei der UNO, abgesetzt.
Im September 1978 wurde Pacepa in Rumänien zweimal zum Tode verurteilt. Ceaușescu setzte eine Belohnung in der Höhe von zwei Millionen US-Dollar auf seinen Kopf aus. Jassir Arafat, über den Pacepa berichtet hatte, er sei homosexuell, und Muammar al-Gaddafi boten jeweils noch eine Million Dollar zusätzlich für seine Ergreifung.
In den 1980er Jahren beauftragte die rumänische Staatspolizei den Terroristen „Carlos den Schakal“, Pacepa für ein Honorar von einer Million Dollar in den USA zu ermorden. Carlos konnte Pacepa nicht finden, verübte aber am 21. Februar 1980 einen Bombenanschlag auf einen Teil des Hauptquartiers von Radio Free Europe in München. Der Sender hatte Neuigkeiten von Pacepas Überlaufen in die USA gesendet.
Am 7. Juli 1999 hob der Oberste Gerichtshof Rumäniens in seinem Entscheid No. 41/1999 die Todesurteile gegen Pacepa auf. Auch wurden ihm sein Rang sowie seine Besitztümer, die auf Ceaușescus Befehl hin konfisziert worden waren, zurückgegeben. Die rumänische Regierung, die noch unter dem Einfluss der ehemaligen Untergebenen Ceaușescus stand, willigte allerdings nicht in diese Entscheidung ein. Die Folge war eine Reihe von Reaktionen im Westen, in denen die Rechtsstaatlichkeit Rumäniens angezweifelt wurde. Im Dezember 2004 gab die rumänische Regierung den Generalsrang an Pacepa zurück.
Er starb am 14. Februar 2021 im Alter von 92 Jahren an einer COVID-19-Erkrankung.

## Kontroverse Thesen
Am bekanntesten wurde Pacepa mit den Thesen, dass der KGB durch Lee Harvey Oswald Präsident Kennedy in Dallas habe ermorden lassen sowie dass der KGB durch gezielte Desinformationen für das Werk Der Stellvertreter (1963) von Rolf Hochhuth Papst Pius XII. als Anpasser gegenüber dem nationalsozialistischen Regime angeschwärzt habe. In der National Review behauptete Pacepa, er selbst sei um 1960 an dieser Aktion des KGB beteiligt gewesen mit dem Ziel, Material zu erhalten, mit dem eine Desinformationskampagne gegen Pius XII. eingeleitet werden konnte. Die Aktion hieß seinen Angaben nach „Seat-12“.
Pacepa behauptete, dass es ihm gelungen sei, Kurienkardinal Agostino Casaroli in Genf zu treffen, um ihm zu eröffnen, Rumänien wäre bereit, die diplomatischen Beziehungen mit dem Heiligen Stuhl wieder aufzunehmen, wenn Zugang zu historischen Dokumenten gewährt würde, mit denen Bukarest seinen Positionswechsel am Ende des Krieges rechtfertigen könnte, und wenn ihm geholfen würde, ein zinsloses Darlehen von einer Milliarde Dollar zu erhalten (one-billion-dollar, interest-free loan for 25 years) [Ion Pacepa, Moscow’s Assault on the Vatican, National Review, New York, November 8, 2014]. Es ist allerdings unwahrscheinlich, dass dieses Treffen in Genf auch tatsächlich stattgefunden hat, denn Casaroli war zu jener Zeit noch Professor an der Diplomatischen Akademie des Vatikans und wurde erst 1961 zum Unterstaatssekretär im Staatssekretariat befördert.
Pacepa dürfte tatsächlich einige orthodoxe Seminaristen zum Studium nach Rom geschickt haben, um einige Papiere aus der öffentlichen Bibliothek des Vatikans oder von einer päpstlichen Universität zu stehlen. Mit dieser Beute und anderen gefälschten oder entsprechend angepassten Papieren hätte der KGB eine „Dokumentation“ erstellen können, die die Grundlage für das 1963 unter dem Titel Der Stellvertreter veröffentlichte Drama Hochhuths bildete, das noch im selben Jahr von dem bekannten kommunistischen Dramatiker Erwin Piscator, Regisseur und Intendant der Freien Volksbühne Berlin, aufgeführt wurde. In der National Review bestätigte Pacepa, er selbst sei um 1960 an dieser Aktion des KGB beteiligt gewesen. In einem Interview für den Spiegel dementierte Hochhuth vierzig Jahre später, dass er für den historischen Anhang seines Buches gefälschten Dokumenten aufgesessen sei, konnte aber nicht belegen, wie er während eines dreimonatigen Urlaubs zu diesen Dokumenten in Rom gekommen sei („Ich verbrachte den geschenkten Urlaub mit meiner Frau in Rom – der Stellvertreter entstand meist auf dem Dach der Peterskirche.“).
An anderer Stelle erzählte Pacepa, wie Erzbischof Casaroli (oder jemand in seinem Namen) eine riesige Geldsumme für die Freilassung des in Rumänien inhaftierten katholischen Bischofs Augustin Pacha bezahlt hatte. Das ist sehr unwahrscheinlich, weil Bischof Pacha am 4. November 1954, kurz nachdem er aus dem Gefängnis schwerkrank entlassen wurde, starb, also sieben Jahre bevor das angebliche „Lösegeld“ gezahlt wurde und als Pacepa selbst 26 Jahre alt war.
Als Pacepa zum amerikanischen Geheimdienst überlief, soll er Papiere – von Egon Bahr und anderen – bei sich gehabt haben, die darauf hindeuteten, dass die Bundesrepublik Deutschland sich künftig politisch neutral verhalten werde.
Pacepa behauptete auch, der Chef der palästinensischen Befreiungsorganisation PLO, Jassir Arafat, sei ein Agent des KGB. Er berichtete, er habe Arafat jeden Monat 200.000 US-Dollar ausbezahlt. Ferner gab er an, die Sowjetunion habe in den 1970er Jahren im Nahen Osten eine gegen die USA und gegen Israel gerichtete Propagandakampagne betrieben.
Weiterhin gab er an, Waffeninspektoren hätten im Irak nach dessen Invasion 2003 nur deshalb keine Massenvernichtungswaffen finden können, weil der russische GRU die Waffen extrahiert und vernichtet habe. Ein detaillierter Plan für derartiges Vorgehen sei bereits Jahre zuvor ausgearbeitet worden, um Libyen zu unterstützen. Beide Diktaturen seien von der UdSSR absichtlich mit Massenvernichtungswaffen ausgestattet worden, damit sie den internationalen Terror finanzieren konnten, ohne Vergeltung von den USA befürchten zu müssen.

## Schriften
- Red Horizons. Chronicles of a Communist Spy Chief. Regnery Gateway u. a., Washington DC u. a. 1987, ISBN 0-89526-570-2.
- Cartea Neagră a Securităţii. 3 Bände. Editura Omega, Bukarest 1999;
  - Band 1: Poliţia politică şi spionajul în România comunistă. ISBN 973-99460-1-1;
  - Band 2: Viaţa mea alături de Gheorghiu-Dej. ISBN 973-98745-6-8;
  - Band 3: L-am trădat de Ceauşescu. ISBN 973-98746-7-6.
- Programmed To Kill. Lee Harvey Oswald, the Soviet KGB, and the Kennedy Assassination. Ivan R. Dee, Chicago IL 2007, ISBN 978-1-56663-761-9.
- Disinformation. Former Spy Chief Reveals Secret Strategies for Undermining Freedom, Attacking Religion, and Promoting Terrorism. WND Books, Washington DC 2013, ISBN 978-1-936488-60-5.